# Гаруда
Гару́да (санскр. गरुड, IAST: Garuḍa, тиб. Khyung, Mkha` lding) — мифический царь птиц в индуистской и в буддийской традиции, получеловек и полуптица. В индуизме — ездовая птица солнечной природы (вахана) бога Вишну. В буддизме Ваджраяны Гаруда — идам, один из символов просветлённого ума. История происхождения Гаруды и мифы о нём изложены в «Махабхарате», «Сканда-пуране» и «Шримад Бхагаватам». Гаруде посвящён ряд текстов, в частности, «Гаруда-упанишада» и «Гаруда-пурана». В мифе о пахтании океана богами и демонами Гаруда является похитителем амриты у нагов, хтонических демонов-змеев, своих врагов.
В индуизме Гаруда является одним из трёх второстепенных божеств, культ которых сформировался уже в постведийский период. Двумя другими аналогичными персонажами являются Ганеша и Хануман. В иконографической традиции Гаруда изображается как орёл с человеческим туловищем.
Среди других имён Гаруды значатся Гарутман (Garutmān), Гаганешвара (Gaganeśvara), Камаюша (Kamayuṣa), Кашьяпи (Kaṣyapī), Кхагешвара (Khageśvara), Нагантака (Nagāntaka), Ситанана (Sitānana), Судхахара (Sudhahara), Супарна (Suparṇa), Таркшья (Tarkṣya), Вайнатея (Vainateya), Вишнуратха (Viṣṇuratha).

В иной раз Господь спустился с небес на крылах царь-птицы Гаруды, дабы спасти от смерти верного раба Своего — вожака слонов, коего в реке ухватил за ногу кровожадный крокодил.
— Шримад Бхагаватам, Книга 2, Глава 7, Текст 16

## Происхождение

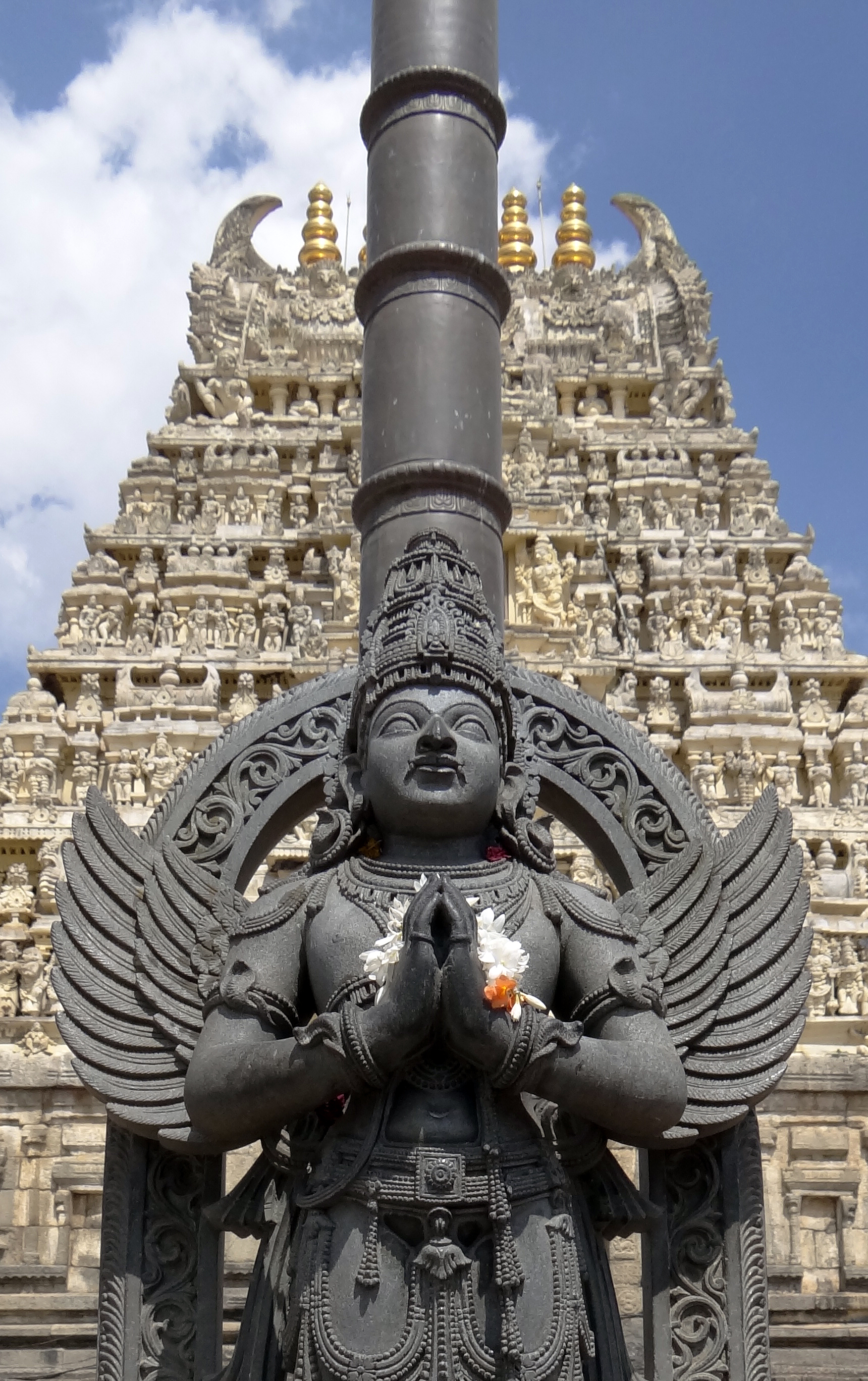
Гаруда на входе в храм Ченнакешава в Белуре

Гаруда впервые упоминается в Ригведе как Гарутмaн (Garutmān), крылатое небесное божество. Шатапатха-брахмана в составе Яджурведы упоминает Гаруду как олицетворение мужества. В Махабхарате Гарутман отождествляется с Гарудой, а затем описывается как тот, кто быстр, может принимать любое обличье и проникать куда угодно.
Согласно более поздним пуранам Гаруда был сыном мудреца Кашьяпы и матери птиц Винаты. Всего от Винаты у Кашьяпы было два сына: Гаруда и Аруна, ставший возничим бога солнца Сурьи.

В жены Кашьяпе достались Вината, Кадру, Патанги и Ямини. От Патанги произошли птицы, от Ямини — саранча, от Винаты — царь-птица Гаруда и Анура, колесничий бога-Солнца. От Кадру произошли разнообразные змеи.
— Бхагавата-пурана, VI.6.21–22
Спустя пять сотен лет инкубации он вылупился из яйца, которое мать Вината снесла во время его «первого рождения», уже совершенным. Когда Гаруда появился из яйца, его форма заполнила собою небо, хлопанье крыльев сотрясло землю и боги по ошибке приняли солнечное сияние, исходящее от золотого тела Гаруды, за Агни, бога огня

## Мифология
Гаруда является мифической птицей, изображаемой в виде индийского воздушного змея или орла. У каждого божества индуистского пантеона есть своё ездовое животное, или вахана. Она является его средством передвижения, символом и спутником. Гаруда считается ваханой бога Вишну. В качестве ваханы Вишну Гаруда олицетворяет его некоторые качества, прежде всего защиту и устранение препятствий.
Гаруда живёт на мифическом острове или планете Шалмали, фигурирующим в индуистской и буддийской космологии:

Остров берет свое название от мягкого дерева Шалмали, что произрастает на его равнине. Как и Плакша, дерево это имеет 100 йоджан в ширину и 1 100 йоджан в высоту. Ученые мужи говорят, что на этом дереве обитает царь-птица Гаруда, которая носит на своих златоперых крылах Господа Вседержителя Вишну. Там среди древесных ветвей могучий Гаруда поет молитвы своему Господину.
— Шримад Бхагаватам, Книга 5, Глава 20, Текст 8

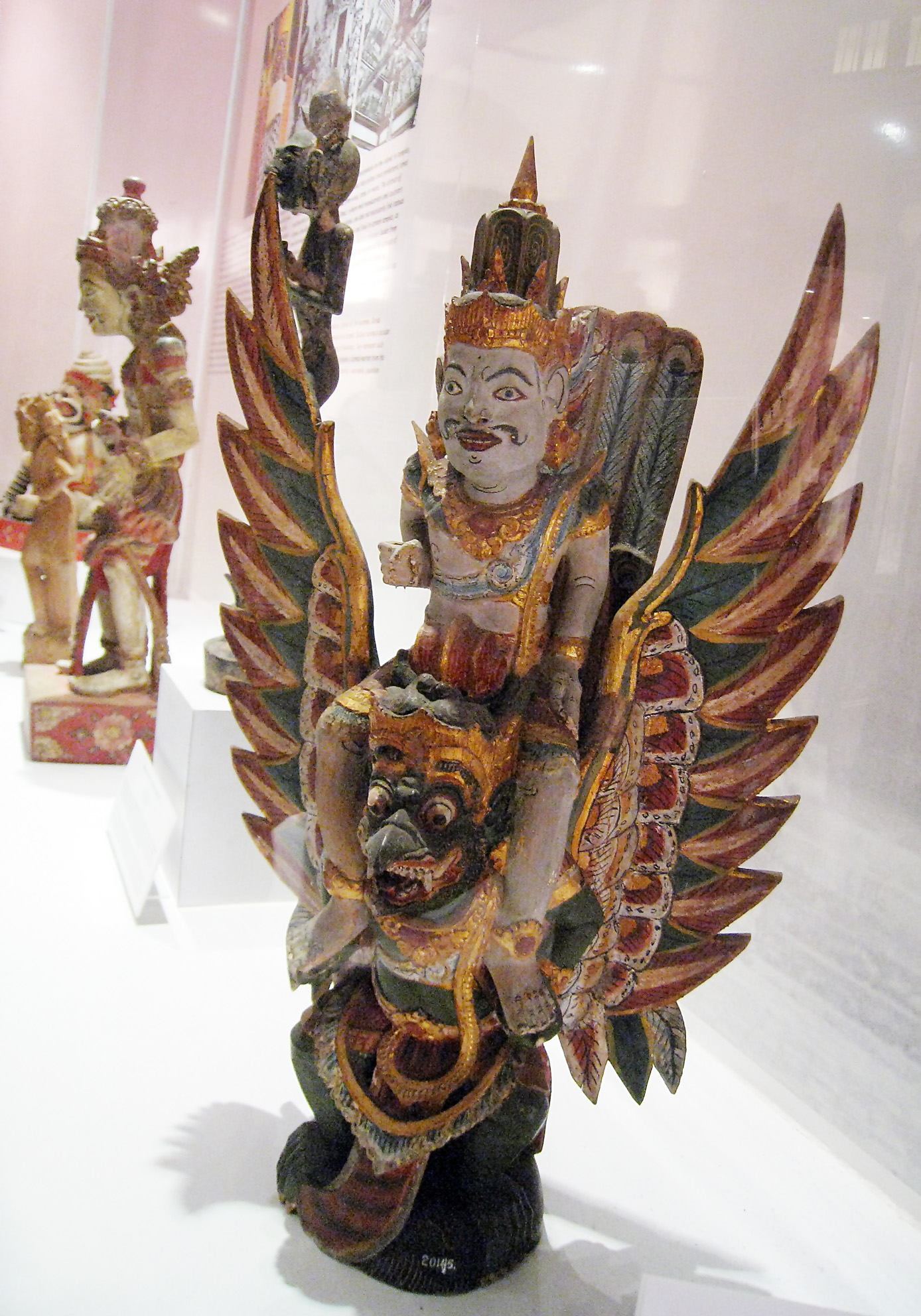
Деревянная статуя Вишну на Гаруде из Бали, Национальный музей Индонезии, Джакарта

Гаруде посвящена легенда об амрите и змеях. Его мать Вината поспорила со своей сестрой Кадру о цвете лошади, которая возникла во время пахтанья молочного океана. От Винаты родились птицы, а от её сестры Кадру — змеи-наги. Однажды сестры поспорили о цвете хвоста небесной лошади. Вината утверждала, что он белый, а Кадру — что чёрный. Они решили, что тот, кто неправ, станет рабом другого. Чтобы обеспечить себе победу Кадру наказала своим детям-змеям повиснуть на спине лошади, чтобы белый хвост казался чёрным. Когда Вината увидела чёрный хвост, она признала своё поражение и была вынуждена служить Кадру в течение многих лет. Гаруда в отместку начинает убивать детей Кадру.
Кадру согласилась освободить Винату, если ей отдадут нектар бессмертия. Стремясь освободить мать, Гаруда сокрушил небеса Индры и украл амриту в качестве выкупа. С помощью уловки Гаруде удалось освободить мать, однако в ходе её вызволения несколько капель амриты упали из его клюва на траву куша. Змеи облизали траву, её острые края порезали их языки, и они остались раздвоенными. Боги с трудностями вернули амриту из клюва Гаруды, однако мощь Гаруды была столь велика, что даже всесильная ваджра Индры сломалась от удара о его тело во время битвы. Подчинить Гаруду удалось только Вишну. Он связал его клятвой о верности и повиновении. Вишну превратил Гаруду в своё ездовое животное и даровал ему бессмертие. В более поздней индуистской мифологии Кришна как воплощение Вишну решает оседлать Гаруду, для того чтобы подчинить великого змея-нага Калию.

Предвечный Бог сказал птице: «Я — податель даров!». И птица, выбирая дар, сказала: «Да стану я над тобою». И сказала она затем Нараяне такие слова: «Да буду я бессмертным и нестареющим без (употребления) амриты». Получив оба дара, Гаруда сказал Вишну: «Я тоже дам тебе дар, выбирай же и ты!». И великий Вишну избрал могучую птицу в качестве своего ездового животного и поместил её (изображение) на своем знамени. Он сказал ей: «Ты будешь таким образом стоять надо (мною)».
— Махабхарата, Книга 1, Глава 29
Женой Гаруды является Уннати (Unnati) или прогресс, которую также зовут Винаяка (Vināyakā), то есть царица знания. У пары родилось шесть сыновей: Суммукха (красивое лицо), Сунама (красивое имя), Сунетра (красивые глаза), Суваркас (красивая энергия), Сурук (красивый блеск) и Субала (красивая сила).

## Гаруда и змеи
Гаруда считается врагом змей или нагов. Архетипическая вражда между хищными птицами и змеями является общей для многих мифологических традиций. Ни один змей нага не сможет выжить в железной хватке его когтей или клюва.

Ниже Tалаталы расположен ярус Mахатала, где обитают исполинские многоглавые люди-змеи под водительством Кухаки, Такшаки, Калии и Сушены — сынов благоверной Кадру, жены Кашьяпы. Они сильны, злобны и бесстрашны. Единственно, пред кем трепещут аспиды, это царь-птица Гаруда, что носит на своих золотых крылах Господа Вседержителя.
— Шримад Бхагаватам, Книга 5, Глава 24, Текст 29
Согласно древнему обычаю, наги регулярно приносили Гаруде в дар пищу.

## Внешний вид
Первоначально Гаруда в индуизме описывался как птица, подобная орлу. Его также зовут как Супарна (прекрасные крылья), Гарутман (солнечная птица), Сарпарати (враг змей), Кхагешвара или Пакширадж (царь птиц). Позднее он принял форму человека-птицы, существа, наполовину являющееся орлом и наполовину человеком. У него верхняя часть тела (торс, руки и кисти) от человека, а от птицы — голова, бёдра, ноги, когти и крылья.
На некоторых изображениях двумя руками Гаруда держит царя змея-нага и впивается в его середину своим острым клювом. Гаруда может также изображаться носящим восемь великих царей нагов в качестве украшений.
Зооморфические варианты Гаруды распространились по Индии, Непалу, Шри-Ланке, Бирме, Таиланду. В Юго-Восточной Азии он продолжает традиционно призываться, чтобы изгнать змей, защититься от змеиных укусов и отравлений.
|                                          |                                                                                           |                                                                                              |                                                             |                                                               |                                 |
| Барельеф с Гарудой, Ангкор-Ват, Камбоджа | Бескрылая статуя Гаруды или Каруры из буддийского храма Кофуку-дзи, в городе Нара, Япония | Король Айрлангга изображён в образе Вишну верхом на Гаруде, XI век, Восточная Ява, Индонезия | Статуи гаруд в буддистском храме изумрудного Будды, Таиланд | Статуя Гаруды в храме Вишну в Сривиллипутуре. Тамилнад, Индия | Статуя Гаруды в Катманду, Непал |

## Философское значение
В индуизме считается, что Гаруда олицетворяет три священные веды. В частности, об этом говорится в Шримад Бхагаватам:

Царственный орел Гаруда, что носит на себе Правообладателя всех жертв, является воплощением трех Вед.
— Шримад Бхагаватам, Книга 12, Глава 11, Текст 19
Различается несколько путей достижения Господа, одним из них является путь интеллектуального самосознания или джняна-йога. Священные тексты помогают обрести духовное знание. Таким образом, они являются вспомогательным средством достижения Вишну. Этим объясняется ассоциация Гаруды как средства достижения места назначения с ведами и священными текстами в целом.
В Махабхарате Гаруда олицетворяет силу, скорость и военное искусство. Воины сравниваются с Гарудой, а их поверженные враги со змеями-нагами.
В ряде случаев Хануман считается одним из аватаров Гаруды. В тамильском вайшнавизме Гаруда и Хануман известны как Перья Тирувади (Periya Thiruvadi) и Ширья Тирувади (Siriya Thiruvadi) соответственно.

## Поклонение в индуизме

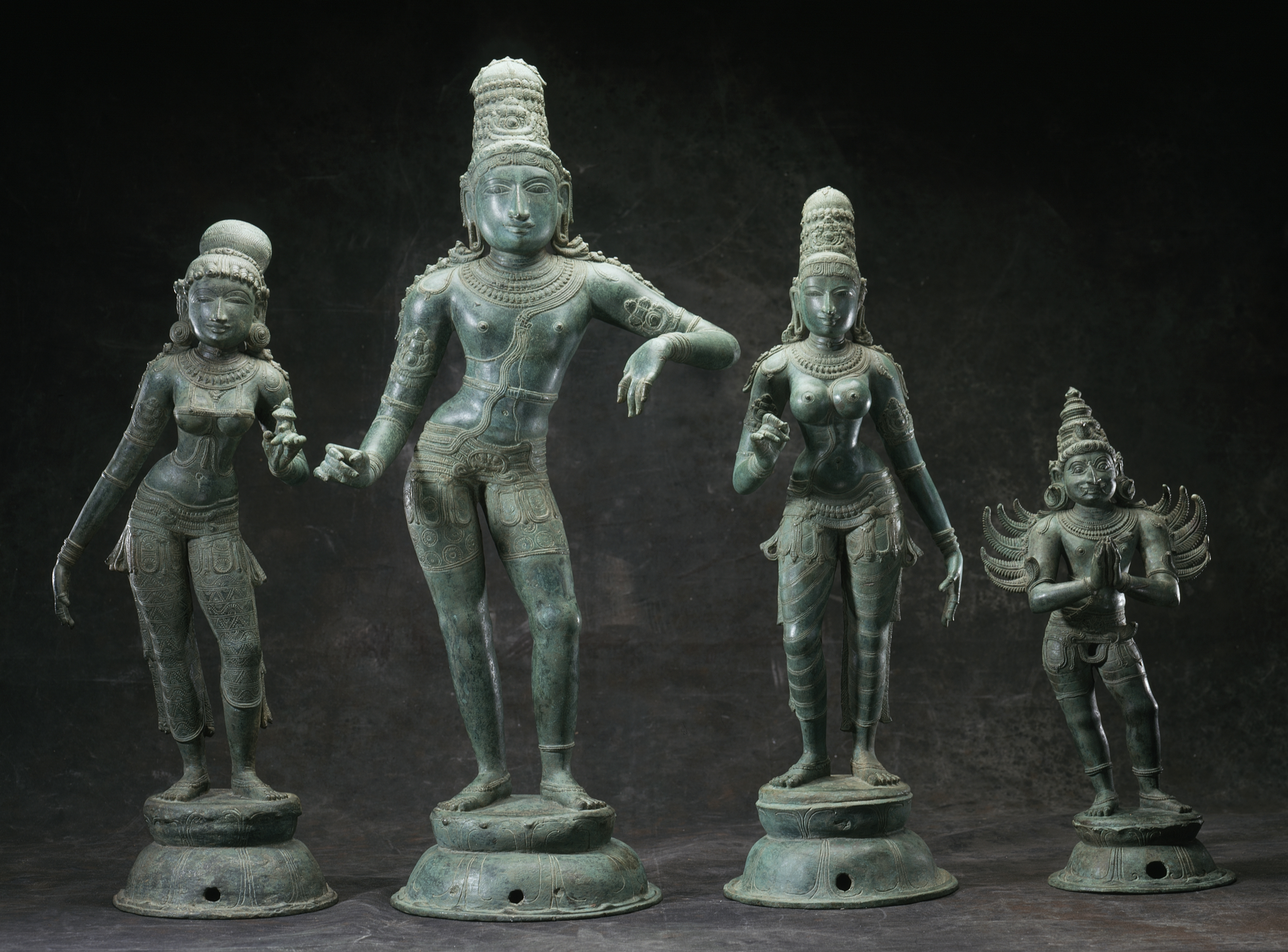
Бронзовые мурти XII—XIII веков (слева направо): Рукмини, Кришна, Сатьябхама, Гаруда

Свидетельством раннего поклонения Гаруде является так называемая «колонна Гелиодора» в Мадхья-Прадеш. Колонна датируется 113 году до н. э. и была воздвигнута греческим послом Гелиодором в честь Васудевы. Посол принял вайшнавизм и в качестве подношения Вишну установил колонну перед входом в храм Васудевы, которую венчала статуя Гаруды.
В период государства Гуптов в 320-е — 600-е годы культ Гаруды уже имел широкое распространение на севере Индии. На различных типах золотых и серебряных монет монетным двором штамповались вайшнавские изображения Гаруды и Сударшаны.
В Юго-Восточной Индии культ Гаруды получил распространение в X—XII веках в эпоху Матарама (раннего) и Кедири. Образ отражён в скульптуре и храмовых рельефах того времени (Чанди Белахан). Популярный сюжет в современной деревянной пластике балийцев и в стилизованном виде — в раскраске яванского батика.
Современный культ Гаруды распространён в Южной Индии. В некоторых местах ему ежедневно поклоняются для устранения препятствий. Гаруде также молятся для излечения от отравления ядами. Гаруда выбирается многими вайшнавскими семьями в качестве опекуна или семейного божества.
Гаруде не поклоняются как самостоятельному божеству, ему поклоняются в ритуалах Вишну.

Нужно ещё поклониться спутникам Божьим — Нанде, Сунанде, Гаруде, Прачанде, Бале и Махабале, Кумуде и Камудекшане.
— Шримад Бхагаватам, Книга 11, Глава 27, Текст 28
В Вишну-дхармоттара-пурана можно найти упоминание о храме в честь Гаруды. Согласно наставлениям мурти Гаруды должно размещаться в центре храма, а его частные проявления в образах Кашьяпы и Винаты должны находиться в пределах храма. Альтернативно в святилище может находиться Вишну в форме Васудевы, а по сторонам света находиться Рудра и Питамаха или Чандра и Арка или Варуна и Анила или Лакшми и Каларатри или Анала и Анила или Тарксья и Ананта или Гаруда и Аруна.
| Храм Гаруды            | Местоположение             | Веб-сайт |
| ---------------------- | -------------------------- | -------- |
| Garuda Temple Koladevi | Малбагал, Карнатака, Индия | Ссылка   |
| Garuda Temple          | Одасингх, Орисса, Индия    |          |
| Garuda Temple          | Трипрангод, Керала, Индия  | Ссылка   |

## Гаруда в буддистской традиции
В Палийском каноне гарудам (супаннам) посвящено несколько сутт (Супанна Саньютта). В буддизме, прежде всего, на Тибете образ Гаруды слился с бонской птицей кхадинг (mkha` lding) или золотым рогатым орлом. Последний считается царём птиц и птицей огня в религии бон. В буддистской иконографии Гаруда изображается с торсом, руками и кистями человека. Ниже поясницы его бёдра с оперением переходят в ноги с острыми когтями. Спина Гаруды покрыта перьями, длинные перья хвоста спускаются до ступней. Клюв подобен клюву орла или сокола и, так же как и когти, имеет природу ваджры, сравнимую с метеоритным железом. Его крылья и глаза, как правило, золотые, тёмно-жёлтые волосы на его голове торчат вверх, брови сияют, как языки пламени.
Группа пяти гаруд обычно соотносится с цветами, элементами, мудростями и качествами пяти будд: жёлтый (земля), белый (вода), красный (огонь), чёрный (воздух), синий или многоцветный (пространство). Многоцветный гаруда жёлтый от поясницы вниз (земля), белый от бёдер до пупка (вода), красный от пупка до горла (огонь), чёрный от подбородка до лба (воздух) и синий или зелёный наверху (мудрость). В крыльях многоцветного гаруды перья пяти цветов, которые распространяют радужный свет в десяти направлениях и представляют элемент пространства. Иногда края перьев на крыльях имеют форму ваджры. У Гаруды может быть два или три глаза, обычно они золотые.
Между рогами на теменной выпуклости (ushnisha) внутри черепа находится драгоценность нага. Скрытая драгоценность венчается знаком месяца, солнца и растворяющейся точки (nada). Легенда гласит, что Гаруда украл драгоценность у царя нагов на горе Меру. Проглотив её, он затем изрыгнул её обратно в мир. Это могло стать источником происхождения народного тибетского противоядия. Считается, что рвота орла является противоядием при укусах змей и различных отравлениях.
Гаруда очень важен в передачах дзогчен традиции ньингма и бон. В традиции ньингма он персонифицирует некоторые гневные формы Падмасамбхавы, а в традиции скрытых сокровищ, или терма (gter ma), он почитается как их охранитель. Как божество он связан с Ваджрапани и Хаягривой. Тройная садхана, или практика трёх божеств, применяется для устранения препятствий и болезней, связанных с нагами (болезни почек, чума или рак). В этой практике множество различных форм Гаруды визуализируется в различных частях тела.

## Символизм и геральдика
Гаруда является национальным символом и изображён на гербах Индонезии и Таиланда. В качестве покровителя священной монгольской горы Богд-Хан-Уул присутствует на гербе Улан-Батора. В азиатской геральдике чаще всего изображается с красно-золотым оперением, может быть полностью золотым или белым.
Гаруда изображён на гербе Республики Алтай. В синем круге в золотой огранке изображён Кан-Кереде или Гаруда с телом льва и золотистыми крыльями. Над ним возвышается вершина Уч Сумера белого цвета, снизу герб украшен орнаментом, в котором стилистически изображены две главные реки Алтая, Катунь и Бия. Кан-Кереде по алтайской (ойротской) мифологии является ханом зверей и птиц.
Калмыцкие воинские части в Российской империи наносили изображение Гаруды на боевые знамёна.
Изображение Гаруды со щитом является эмблемой индонезийской Партии патриотов.

Гаруда стал символом подразделений ВВС и авиакомпаний в нескольких странах, в частности, имя Гаруды носит индонезийская авиакомпания «Garuda Indonesia».

Герб Республики Алтай
Гаруда как национальный символ Индонезии
Гаруда как национальный символ Таиланда
Гаруда (Хангарьд) как символ Улан-Батора, Монголия

## Прочее
- В хатха-йоге Гаруде посвящена поза под названием «гарудасана».
- В тибетской медицине «Гарудой-5» называют сложные рецепты, компоненты которых ассоциируются с сердцем, кровью, костями, мясом и жилами священной птицы.
- В честь Гаруды названа крупная оса Megalara garuda с острова Сулавеси (Индонезия).
- В честь Гаруды назван тероподовый динозавр из инфраотряда орнитомимозавров — Garudimimus.
- Гаруда упоминается в песнях «Я верю» группы «Ляпис Трубецкой» и «Мысли и их люди» группы Ploho.
- В трилогии Чайны Мьевиля «Нью-Кробюзон» гаруды — раса людей-птиц.